# ローレライ＝ラインの調べ
『ローレライ＝ラインの調べ』（ローレライ＝ラインのしらべ、ドイツ語: Loreley-Rhein-Klänge）作品154は、ヨハン・シュトラウス1世が作曲したウィンナ・ワルツ。
『ラデツキー行進曲』発表まではシュトラウス1世の随一の傑作とされ、今なお作曲者の最も著名なワルツ作品である。

## 楽曲解説

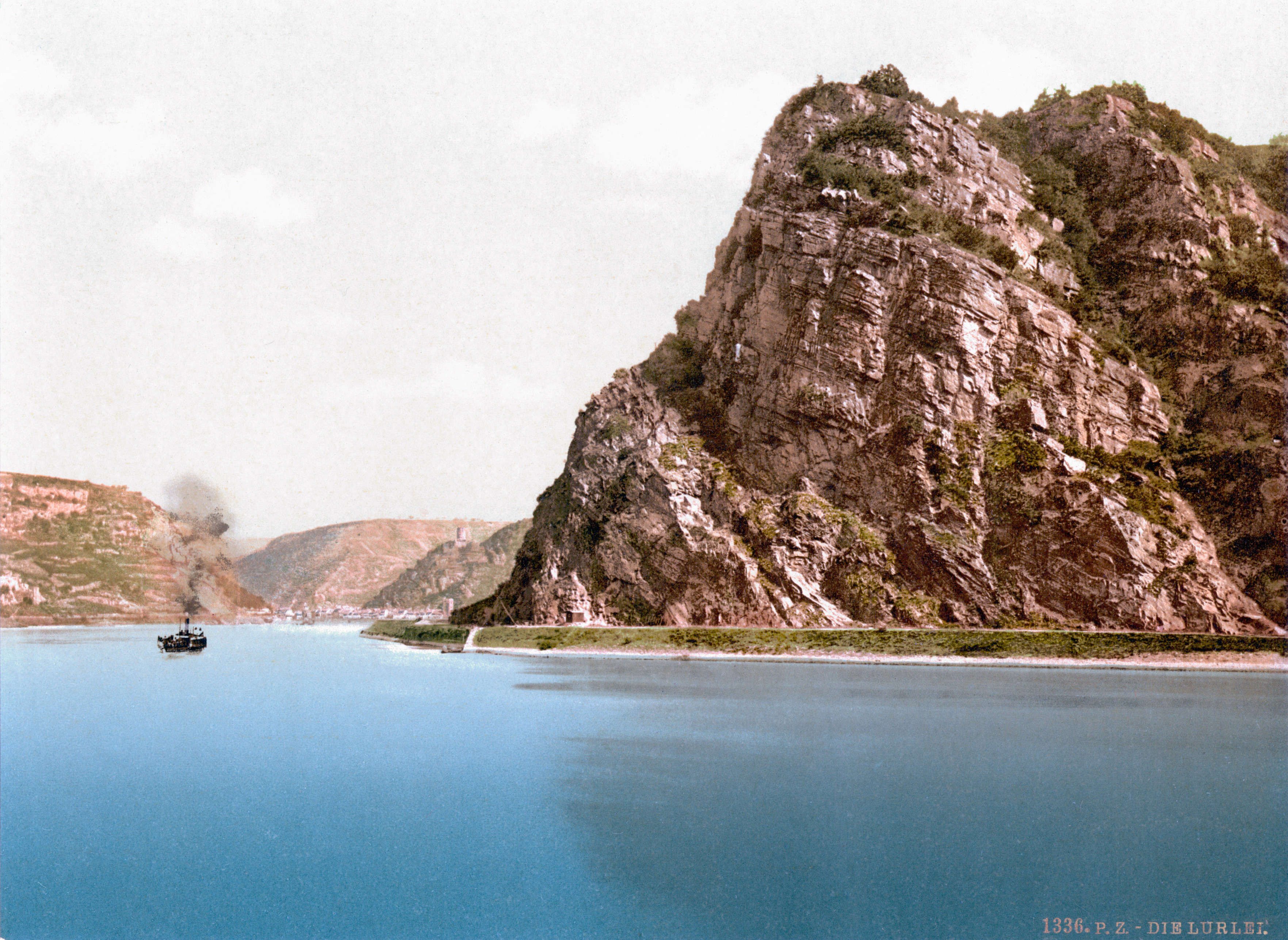
ライン川とその岸にそびえる岩山『ローレライ』の古写真（彩色）。ローレライとは、この岩山に棲むと語り継がれる水の精の名でもある（1900年頃撮影）

曲名にある「ローレライ＝ライン」とは、ライン川とその岸にそびえる岩山『ローレライ』を指す。この岩山には、ローレライという同名の水の精が棲むと伝承され、その歌声は漁師を魅了して破滅に導くとされる。ヨハン・シュトラウス1世は、このライン川のローレライ伝説を題材として『ローレライ＝ラインの調べ』を作曲した。
作曲者の息子ヨハン・シュトラウス2世は、1844年10月15日に念願の音楽家デビューを果たした際、自身による作品などとともにこの曲もデビューコンサートで演奏している。父シュトラウス1世の傑作とされていたこのワルツを演奏することで、シュトラウス2世は父に敬意を払い、そのライバルとなる意思はないと表明したのだとされる（逆に、聴衆の反応から自身の楽曲に自信を得て、わざわざ父の代表作を演奏したともいわれる）。
今日、シュトラウス1世の楽曲としては『ラデツキー行進曲』が突出して有名であり、この行進曲の陰にシュトラウス1世のあらゆる楽曲が隠れてしまった。代表作とみなされていたこの『ローレライ＝ラインの調べ』も例外ではなく、今日ではすっかり埋没してしまっている。しかし、『ラデツキー行進曲』は死去するわずか一年前に作曲されたものであり、生前のシュトラウス1世はもっぱら『ローレライ＝ラインの調べ』の作曲者として知られていた。
また、往時の名声は失われたとはいえ、シュトラウス1世のワルツとしては今なお最も演奏頻度が高い作品であり、20世紀に入って作られたオペレッタ『ウィンナ・ワルツ』にも劇中音楽のひとつとして登場している。このオペレッタは、シュトラウス親子の音楽を集めてひとつの劇を構成したものである。1954年のオーストリア映画『女王さまはお若い』では、主要な劇中音楽のひとつとして使われている。後述するニューイヤーコンサートへの登場回数も、シュトラウス1世のワルツ作品としては最も多い。

## 構成
序奏、5つの小ワルツ、コーダからなる。
第1ワルツ

Aパート

Bパート
第2ワルツ

Aパート

## ニューイヤーコンサート
ウィーン・フィルハーモニー管弦楽団によるニューイヤーコンサートへの登場は以下の通りである。
- 1965年 - ヴィリー・ボスコフスキー指揮
- 1979年 - ヴィリー・ボスコフスキー指揮